# 近藤天
近藤 天（こんどう たかし、1911年（明治44年）10月29日 - 1994年（平成6年）1月23日）は、元体操選手、実業家。

## 経歴・人物
東京市神田区に生まれる。1936年（昭和11年）早稲田大学専門部法科卒。在学中に、1932年ロサンゼルスオリンピックに出場した。 
現役引退後は、体操指導者となり、1956年メルボルンオリンピックおよび1960年ローマオリンピックでは体操総監督を務めた。ほか、1968年の第8回参議院議員通常選挙に全国区から自由民主党公認で立候補したが落選。日東鉄工社長、国際体操連盟副会長、日本オリンピック委員会常任委員、アジア体操連合会会長を歴任し、1982年（昭和57年）日本体操協会会長となり、1991年（平成3年）名誉会長に就任した。

## 栄典
- 1977年（昭和52年） - 藍綬褒章[1]
- 1986年（昭和61年） - 勲三等旭日中綬章[1]
- 1989年（平成元年） - オリンピック・オーダー銀章[1]